# الصمم في غانا
الصمم في غانا يرتبط بوصمة اجتماعية كبيرة تؤثر بشكل مباشر على الأفراد المصابين به. وتُعد قضية الصمم في البلاد متعددة الأبعاد، ويرجع ذلك إلى السياسات الحكومية غير الكافية أو غيابها التام. يستخدم الصم في غانا عدة لغات إشارية، وتُعد اللغة الغانية للإشارة هي الأكثر انتشارًا. لا يُعرف العدد الدقيق للأشخاص الصم أو ضعاف السمع في البلاد، لكن التقديرات تُشير إلى وجود ما بين 110,000 و211,000 شخص.
شهد الوعي المجتمعي حول الصمم تطورًا منذ عام 1957 بعد قدوم المعلّم الأمريكي أندرو فوستر، الذي أسّس مدارس متخصصة لتعليم الصم. توجد أكثر من اثنتي عشرة مدرسة لتعليم الصم في غانا، إلى جانب عدد من المنظمات التي تدافع عن حقوقهم.

## الوصمة الاجتماعية
يواجه الأشخاص الصم في غانا تحديات اجتماعية كبيرة، إذ يُنظر إلى الصمم باعتباره "لعنة" أو "عقابًا" على خطايا من حياة سابقة. هذه المعتقدات تؤدي في كثير من الأحيان إلى إهمال الأطفال الصم من قبل أسرهم. ويرى الخبراء أن ضعف الوعي المجتمعي بالصمم يُسهم في حرمان هؤلاء الأطفال من فرصة تعلم اللغة في سن مبكرة.
تُعد لغة الإشارة في نظر الكثيرين وسيلة تواصل "دونية"، لذلك لا يتم تدريسها على نطاق واسع في المدارس. نتيجةً لذلك، يشعر العديد من الصم بالعزلة والوحدة، خصوصًا عندما لا يعرف أفراد عائلاتهم استخدام لغة الإشارة.

## لغات الإشارة
تُستخدم أربع لغات إشارة مختلفة في غانا، إلا أنه لا توجد لغة إشارة رسمية معترف بها على المستوى الوطني، ما يُعد أحد التحديات الكبرى في البلاد. أصدرت الحكومة قانون "ذوي الإعاقة" عام 2006، وتم تعديله عام 2012 ليواكب بعض المعايير الدولية، لكن العديد من الخبراء يدعون إلى تعديل جديد يتوافق مع اتفاقية الأمم المتحدة لحقوق الأشخاص ذوي الإعاقة.

## الجوانب الطبية
لا تزال الأسباب الدقيقة لفقدان السمع في غانا غير مفهومة بالكامل. تشير الدراسات إلى أن الصمم في البلاد يكون إما مكتسبًا أو وراثيًا. تم ربط جين واحد فقط بحالات الصمم الوراثي، وما زال البحث الطبي محدودًا، خصوصًا فيما يتعلق بالعوامل البيئية والوراثية الأخرى.
في ظل غياب أجهزة السمع، تعتمد جميع مدارس الصم الـ14 في البلاد فقط على لغة الإشارة، مما يُعيق الوصول إلى الخدمات الصحية بسبب الحواجز اللغوية بين المرضى ومقدمي الرعاية.

## الجمعيات والمنظمات
تُعد الجمعية الوطنية للصم في غانا (GNAD) الهيئة الرئيسية التي تمثل الصم في البلاد، وقد تأسست عام 1968. وهي معترف بها من وزارة العمل في غانا وتُعد عضوًا في الاتحاد العالمي للصم، إضافة إلى اتحاد منظمات الإعاقة في غانا.
تهدف الجمعية إلى مواجهة وصمة العار من خلال:
- حملات توعية وتعليم
- دعم رياضة الصم
- تدريب الصم على مهارات مهنية لتحسين فرص العمل[4]

كما تضم الجمعية:
- فرع الشباب GNAD-YS (تأسس عام 2009) ويهتم بتمكين الأطفال الصم وتعليمهم[5]
- فرع النساء GNAD-WW الذي يركّز على تمكين النساء الصم ومناهضة العنف والتمييز الذي يواجهنه، خصوصًا في ما يتعلق بالتحكم في قراراتهن الشخصية من قِبل الرجال.[6]